# Mexiko-Erntemaus
Die Mexiko-Erntemaus (Reithrodontomys mexicanus) ist ein mit mehreren disjunkten Populationen von Mexiko bis ins nördliche Südamerika verbreitetes Nagetier in der Gattung der Erntemäuse. Sie zählt zur Untergattung Aprodon, zu der neun weitere Arten gehören. Das Typusexemplar stammt laut einer Studie von 1952 aus dem Bundesstaat Veracruz.

## Merkmale
Die Art ist eine der größeren Erntemäuse und der Schwanz erreicht 130 bis 160 Prozent der Kopf-Rumpf-Länge. Dabei liegt die Gesamtlänge bei 150 bis 195 mm, inklusive eines 90 bis 115 mm langen Schwanzes, die Hinterfüße sind 17 bis 21 mm lang, die Länge der Ohren beträgt 12 bis 18 mm und das Gewicht liegt bei 19 g. Oberseits ist gelbbraunes bis orangebraunes Fell vorhanden und das Fell der Unterseite ist cremefarben oder weißlich mit zimtfarbenen Tönen. Die Mexiko-Erntemaus hat einen einfarbigen Schwanz. Aufgrund großer Variationen zwischen den verschiedenen Populationen kann die Oberseite dunkler bis fast schwarz sein. Die Oberseite der Füße trägt einen dunklen Streifen oder Fleck. Die 16 Zähne verteilen sich nach der Zahnformel I 1/1, C 0/0, P 0/0, M 3/3.

## Verbreitung
Die Art erreicht im Nordosten südliche Bereiche des mexikanischen Bundesstaates Tamaulipas und im Westen den Bundesstaat Michoacán. Etwa am Isthmus von Tehuantepec vereinen sich beide Populationen und das Verbreitungsgebiet reicht weiter bis ins nördliche Nicaragua. Eine weitere mittelamerikanische Population lebt in Costa Rica. In Südamerika bewohnt diese Erntemaus die Gebirge von Kolumbien und Ecuador. Sie erreicht dort die höchsten Lagen zwischen 1800 und 3800 Meter Höhe. In anderen Regionen ist sie vorwiegend im Hügel- und Bergland zwischen 500 und 2000 Meter Höhe zu finden, obwohl sie auch in Mittelamerika 3300 Meter Höhe erreicht. Das Habitat variiert zwischen Eichenwäldern, trockenen Wäldern im Hügelland, Strauchflächen und Anbaugebieten. Im südlichen Mexiko werden einige Wälder von Korallenbäumen dominiert.

## Lebensweise
Die nachtaktive Mexiko-Erntemaus bewegt sich auf dem Boden und klettert an Kletterpflanzen sowie auf Holzklötzen. Nester werden aus Gras und anderen Pflanzenfasern zu einer losen Kugel mit einem Durchmesser von etwa 23 cm geformt. Eines dieser Nester wurde im Bundesstaat Veracruz in einer Bromelie gefunden, die sich in 2,5 Meter Höhe auf einem Baum befand. Nach der Paarung zwischen Juni und August werden 3 bis 5 Nachkommen pro Wurf geboren. Für ein Exemplar wurden Pflanzensamen und Blumen als Nahrung festgestellt.

## Gefährdung
Regional wirken sich Waldrodungen negativ auf den Bestand aus. Im Verbreitungsgebiet sind verschiedene Schutzzonen vorhanden. Die IUCN listet die Mexiko-Erntemaus aufgrund ihrer guten Anpassungsfähigkeit als nicht gefährdet (least concern).